# 28 فبراير
- السبت
- الأحد
- الاثنين
- الثلاثاء
- الأربعاء
- الخميس
- الجمعة

- 12 شعبان 1446  هـ
- 23 شعبان 1446  هـ
- 34 شعبان 1446  هـ
- 45 شعبان 1446  هـ
- 56 شعبان 1446  هـ
- 67 شعبان 1446  هـ
- 78 شعبان 1446  هـ
- 89 شعبان 1446  هـ
- 910 شعبان 1446  هـ
- 1011 شعبان 1446  هـ
- 1112 شعبان 1446  هـ
- 1213 شعبان 1446  هـ
- 1314 شعبان 1446  هـ
- 1415 شعبان 1446  هـ
- 1516 شعبان 1446  هـ
- 1617 شعبان 1446  هـ
- 1718 شعبان 1446  هـ
- 1819 شعبان 1446  هـ
- 1920 شعبان 1446  هـ
- 2021 شعبان 1446  هـ
- 2122 شعبان 1446  هـ
- 2223 شعبان 1446  هـ
- 2324 شعبان 1446  هـ
- 2425 شعبان 1446  هـ
- 2526 شعبان 1446  هـ
- 2627 شعبان 1446  هـ
- 2728 شعبان 1446  هـ
- 2829 شعبان 1446  هـ

28 فبراير أو 28 شُباط أو يوم 28 \ 2 (اليوم الثامن والعشرون من الشهر الثاني) هو اليوم التاسع والخمسون (59) من السنة وفقًا للتقويم الميلادي الغربي (الغريغوري). يبقى بعده 306 يومًا لانتهاء السنة، أو 307 يومًا في السنوات الكبيسة.

## أحداث
- 1870 - السلطان العثماني عبد العزيز الأول يصرح باستقلال الكنيسة البلغارية عن بطريركية القسطنطينية.
- 1897 - القوات الفرنسية تزيح الملكة رانالوفا الثالثة آخر ملوك مدغشقر من الحكم.
- 1922 - المملكة المتحدة تصدر تصريح عرف باسم تصريح 28 فبراير قبلت فيه باستقلال مصر، وقد قبلت الحكومة المصرية برئاسة عبد الخالق ثروت بهذا التصريح.
- 1935 - والاس هيوم كاروثرز يبتكر النايلون.
- 1942 - القوات اليابانية تنزل في جزيرة إندونيسيا خلال الحرب العالمية الثانية.
- 1953 - جيمس واتسون وفرنسيس كريك يعلنان لأصدقائهما اكتشافهما للتركيب الكيميائي للدنا - DNA، بينما كان الإعلان الرسمي عنه في 25 أبريل بعد صدور مقالهما في مجلة نيتشر في 2 أبريل.
- 1974 - الولايات المتحدة ومصر يستأنفان العلاقات الدبلوماسية بعد 7 سنوات من قطعها.
- 1979 - صدور العدد الأول من مجلة ماجد الإماراتية والمخصصة للأطفال.
- 1986 - اغتيال رئيس وزراء السويد أولوف بالم أثناء خروجه من السينما.
- 1991 -
  - العراق يعلن قبوله بجميع قرارات الأمم المتحدة المتعلقة بغزوه للكويت.
  - الأستونيون واللاتفيون يصوتون على قرار استقلال إستونيا ولاتفيا من الإتحاد السوفييتي.
- 1997 - انقلاب 1997 في تركيا في قرارات صدرت عن قيادة القوات المسلحة التركية في اجتماع مجلس الأمن القومي يوم 28 فبراير 1997 والتي بدأت عملية 28 فبراير التي عجلت باستقالة رئيس الوزراء نجم الدين أربكان من حزب الرفاه وإنهاء حكومته الائتلافية.
- 1998 - الشرطة الصربية تبدأ هجومًا مضادًا ضد جيش تحرير كوسوفو وذلك أثناء حرب كوسوفو.
- 2002 - أكثر من 55 شخصًا يلقون حتفهم في ما يعرف بمجزرة مجتمع جلبيرج في أحمد آباد نتيجة إحراق الهندوس لمنازل المسلمين وذلك في استمرار لمسلسل الاضطرابات الدينية في الهند.
- 2005 - رئيس الوزراء اللبناني عمر كرامي يقدم استقالته تحت ضغط مظاهرات الشارع بعد اغتيال رئيس الوزراء الأسبق رفيق الحريري، وقد أعلن عن الاستقالة في كلمة له في مجلس النواب.
- 2005 - تفجير إرهابي في مدينة الحلة العراقية أدى إلى مقتل وإصابة 300 شخص نفذه انتحاري أردني الجنسية.
- 2013 - البابا بندكت السادس عشر يستقيل من منصبه ليكون أول بابا يقوم بذلك بعد غريغوري الحادي عشر سنة 1415.
- 2016 - اختتام حفل توزيع جوائز الأوسكار الثامن والثمانين بتتويج فيلم سبوت لايت بجائزة أفضل فيلم، وأليخاندرو غونزاليز إيناريتو كأفضل مخرج، وليوناردو دي كابريو كأفضل ممثل، وبري لارسون كأفضل ممثلة.
- 2022 - إعلان نتائج الاستفتاء الدستوري في بيلاروسيا بالموافقة على التعديلات المقترحة، رغم مقاطعة المعارضة للاستفتاء.

## مواليد
- 1533 - ميشيل دي مونتين، كاتب فرنسي.
- 1823 - إرنست رينان، فيلسوف وكاتب فرنسي.
- 1896 - فيليب هنش، طبيب أمريكي حاصل على جائزة نوبل في الطب عام 1950.
- 1901 - لينوس باولنغ، عالم كيمياء كمية أمريكي حاصل على جائزة نوبل في الكيمياء عام 1954 وجائزة نوبل للسلام عام 1962.
- 1915 - بيتر مدور، طبيب بريطاني من أصل لبناني حاصل على جائزة نوبل في الطب عام 1960.
- 1929 - فرانك غيري، معماري أمريكي / كندي.
- 1930 - ليون كوبر، عالم فيزياء أمريكي حاصل على جائزة نوبل في الفيزياء عام 1972.
- 1931 - عياض الدين أحمد، رئيس بنغلاديش.
- 1942 - دينو زوف، حارس مرمى كرة قدم إيطالي.
- 1944 - سيب ماير، لاعب ومدرب كرة قدم ألماني.
- 1946 - روبن كوك، سياسي بريطاني.
- 1948 -
  - بيرناديت بيترس، ممثلة أمريكية.
  - ستيفن تشو، وزير طاقة أمريكي وعالم فيزياء حاصل على جائزة نوبل في الفيزياء عام 1997.
  - بدرية عبد الجواد، ممثلة مصرية.
- 1954 - عائشة الكيلاني، ممثلة مصرية.
- 1960 - تورو أوكاوا، ممثل أداء صوتي ياباني.
- 1970 - نور الدين مرسلي، عداء جزائري.
- 1971 - وائل أبو غزالة، ممثل فلسطيني من مواليد سوريا.
- 1974 - لي كارسلي، لاعب كرة قدم أيرلندي.
- 1976 - ألي لارتر، ممثلة أمريكية.
- 1977 - طارق التائب، لاعب كرة قدم ليبي.
- 1978 - ماريانو زاباليتا، لاعب كرة مضرب أرجنتيني.
- 1980 -
  - عهد كامل، مخرجة سعودية.
  - بافل شنوبل، لاعب كرة مضرب تشيكي.
- 1981 - فلوران سيرا، لاعب كرة مضرب فرنسي.
- 1985 - إيلينا يانكوفيتش، لاعبة كرة مضرب صربية.
- 1991 - سارة بولغر، ممثلة أيرلندية.

## وفيات
- 1869 - ألفونس دي لامارتين، شاعر وسياسي فرنسي.
- 1916 - هنري جيمس، قصاص بريطاني.
- 1925 - فريدريش إيبرت، رئيس ألماني.
- 1936 - شارل نيكول، طبيب فرنسي حاصل على جائزة نوبل في الطب عام 1928.
- 1941 - الملك ألفونسو الثالث عشر، ملك إسباني.
- 1952 - عزيزة أمير، ممثلة مصرية.
- 1958 - محمد الخضر حسين، عالم دين تونسي وشيخ الجامع الأزهر.
- 1958 - لطف علي معدل، سياسي وصحفي إيراني.
- 1973 - فهد العنداري، خطاط لبناني.
- 1984 - طه باقر، عالم آثار عراقي.
- 1986 - أولوف بالم، رئيس وزراء السويد.
- 2006 - أوين تشمبرلين، عالم فيزياء أمريكي حاصل على جائزة نوبل في الفيزياء عام 1959.
- 2011 - رأفت فهيم، ممثل مصري.
- 2020 - محمد عمارة، مفكر وباحث وفيلسوف إسلامي مصري.
- 2021 -
  - صباح عبد الجليل، لاعب ومدرب كرة قدم عراقي.
  - يوسف شعبان، ممثل مصري.
  - أحلام الجريتلي، ممثلة مصرية.
- 2024 - سليم المبيض، مؤرخ وكاتب فلسطيني.
- 2025 -
  - محمد بن عيسى، سياسي ووزير مغربي.
  - نور الدين حشاد، سياسي تونسي.

## أعياد ومناسبات
- عيد كاليفالا في فنلندا.
- يوم ذكرى السلام في تايوان.
- يوم المعلم في الجزائر.
- يوم الأندلس، في منطقة أندلوسيا - إسبانيا.

## وصلات خارجية
- وكالة الأنباء القطريَّة: حدث في مثل هذا اليوم.
- النيويورك تايمز: حدث في مثل هذا اليوم.
- BBC: حدث في مثل هذا اليوم.